# Holzkirche von Rogoz

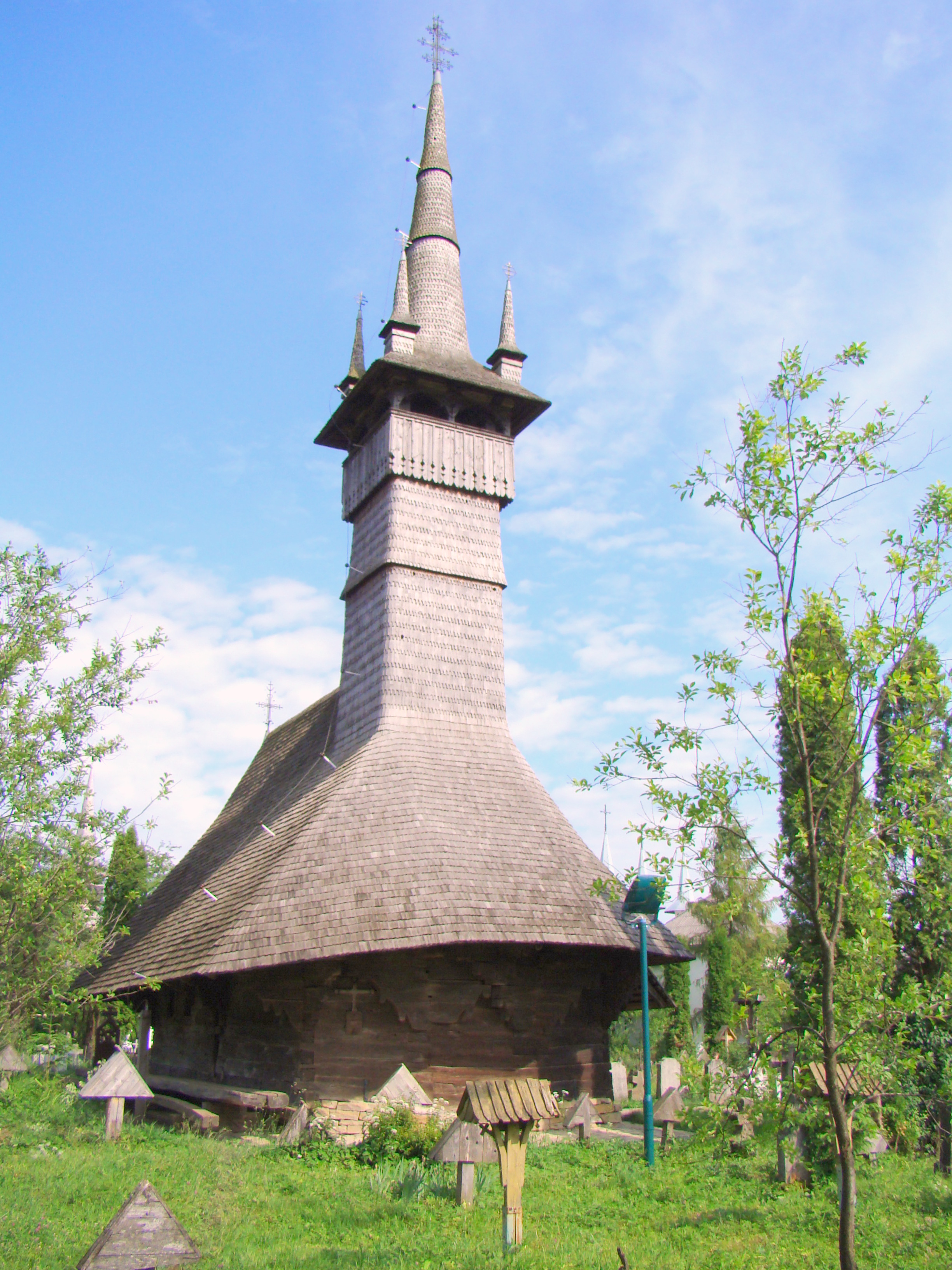
Äußeres der Kirche

Die Holzkirche von Rogoz (Biserica de lemn Sf. Arhangheli) ist eine der als UNESCO-Welterbe geschützten Holzkirchen in der Maramureș in dem Dorf Rogoz in der rumänischen Gemeinde Târgu Lăpuș (Laposch). Sie ist den Heiligen Erzengeln geweiht.

## Geschichte
Die Kirche wurde im Jahr 1663 in dem einige Kilometer östlich gelegenen Suciu de Sus errichtet, zwei Jahre nach einem Tatareneinfall, bei dem die Vorgängerkirche zerstört wurde. Einen weiteren Tatareneinfall 1717 überstand die Kirche. Über beide Ereignisse unterrichten Bauinschriften. 1834 wurde die Apsis erweitert und eine Empore eingezogen.
1883 wurde die Kirche nach Rogoz transferiert. Sie ist seit 1999 Teil des Weltkulturerbes und in Rumänien unter der Nummer MM-II-m-A-04618 als Denkmal geschützt.

## Anlage und Ausstattung
Die Kirche besteht aus Holzbalken, die ohne Metallelemente zusammengefügt sind. Sie steht auf einem steinernen Fundament. Das Holzschindeldach steht weit über und schützt damit die Wände vor Regen und Schnee. Auch der Westturm ist komplett aus Holz errichtet. Turm und Außenwände sind mit Schnitzarbeiten, einem gewundenen Seil und Rosetten, verziert. Es gibt nur zwei Fenster im Kirchenschiff und ein kleines rundes fenster hinter dem Altar.
Die Kirche besitzt einen polygonalen Pronaos mit Zugang von der Südseite, einen rechteckigen Naos und eine Apsis, die siebenseitig geschlossen ist. Sie ist reich mit Fresken von den Malern Radu Munteanu und Nicolae Man ausgemalt, wie die Inschrift auf dem Altar angedeutet. Die einzelnen Szenen sind mit kyrillischer Schrift beschrieben. 1834 wurden die Fresken teilweise erneuert.

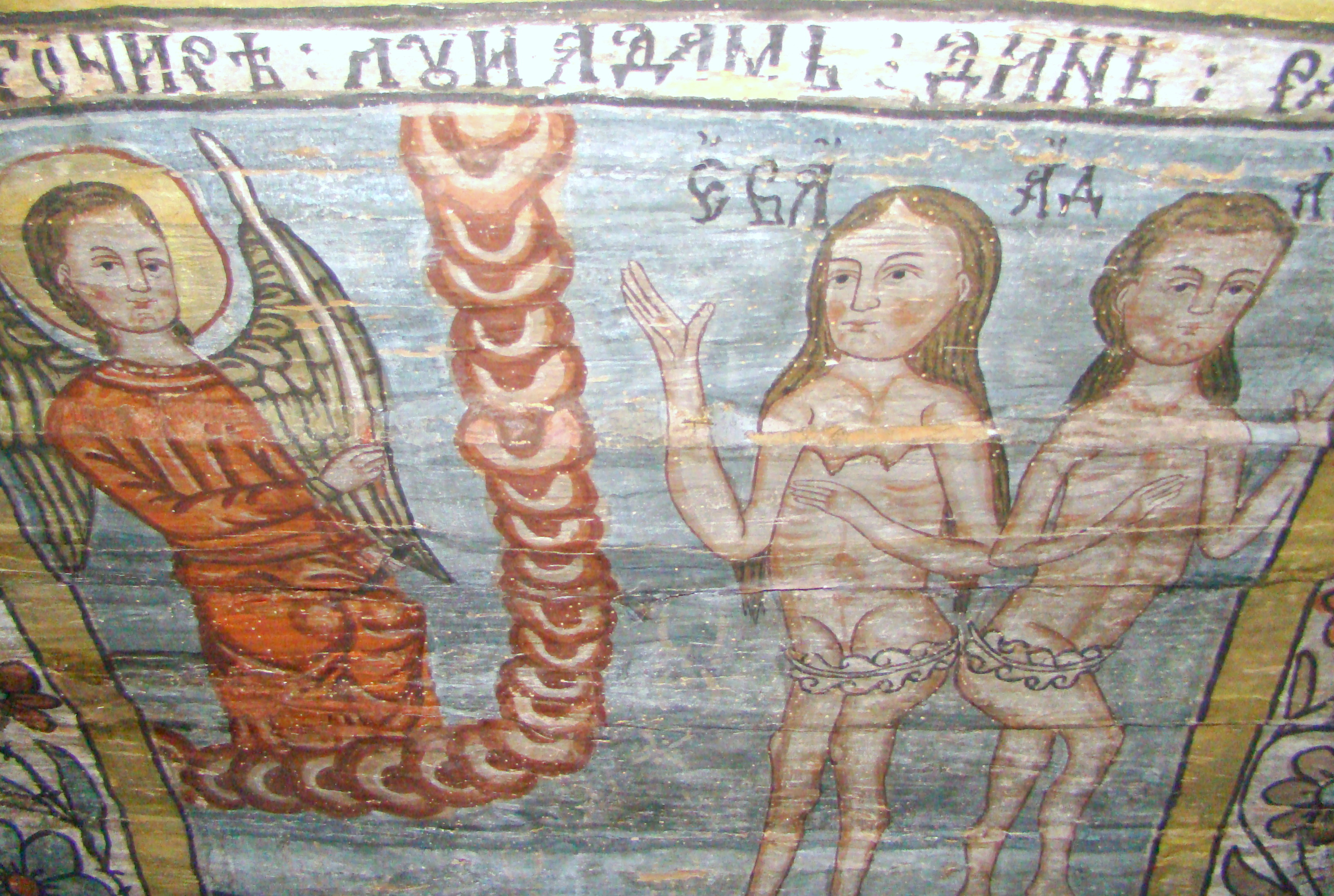
Fresko in der Kirche
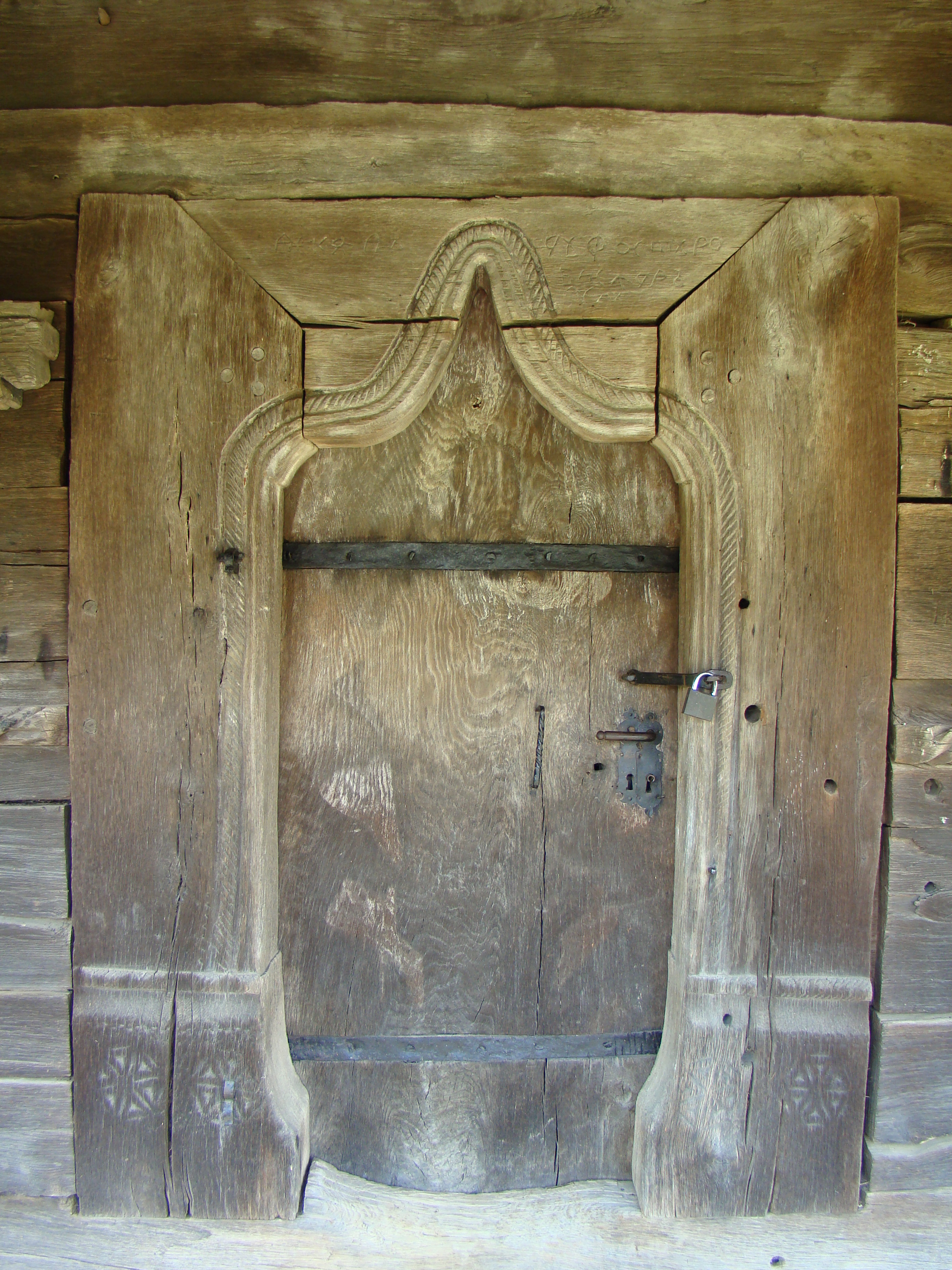
Eingangsportal
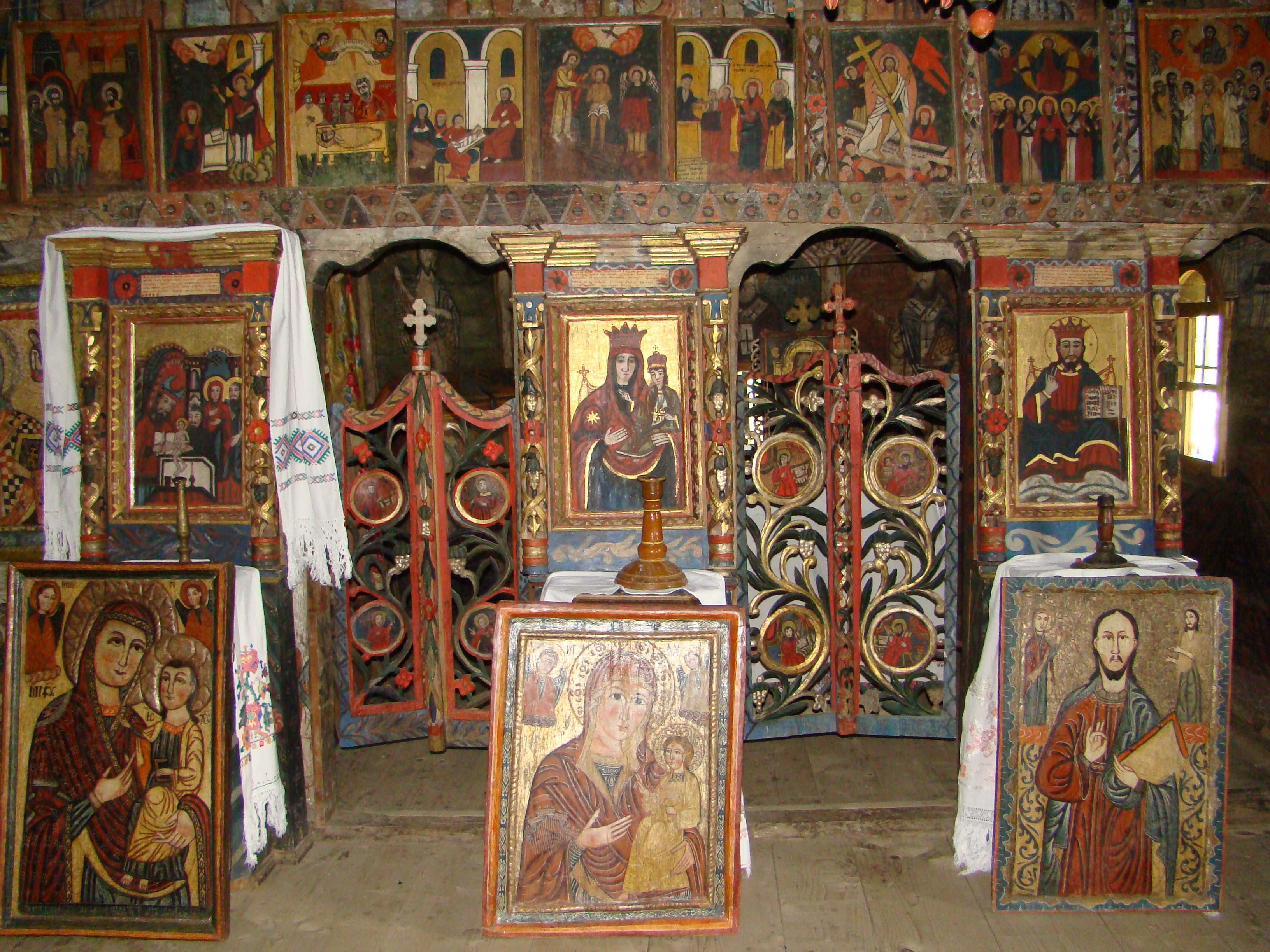
Ikonostase